# Symplecta laticeps
Symplecta laticeps là một loài ruồi trong họ Limoniidae. Chúng phân bố ở miền Tân bắc.